# Борго д'Але
Борго д'Але (итал. Borgo d'Ale) је насеље у Италији у округу Верчели, региону Пијемонт.
Према процени из 2011. у насељу је живело 2297 становника. Насеље се налази на надморској висини од 243 м.

## Становништво
| 1931. | 1936. | 1951. | 1961. | 1971. | 1981. | 1991. | 2001. | 2011. |
| ----- | ----- | ----- | ----- | ----- | ----- | ----- | ----- | ----- |
| 3.496 | 3.505 | 3.245 | 3.085 | 2.981 | 2.825 | 2.685 | 2.565 | 2.588 |